# Marie Rose (marque)
Marie Rose désigne une ligne de produits anti-poux et également de produits anti-moustiques.

## Historique
La marque Marie Rose est déposée le 16 mai 1922 par un pharmacien du Havre, Camille Salacrou (père d'Armand Salacrou) qui a eu l'idée de créer ce produit pharmaceutique en apprenant le succès d'une lotion similaire. Le développement commercial de ces shampoings et traitements contre la pédiculose est assuré lorsqu'Armand Salacrou, avant sa carrière de dramaturge, s'oriente vers la publicité afin de développer les ventes. 
La production est reprise après la Seconde Guerre mondiale par les laboratoires Lafarge à Châteauroux (Indre).
La marque est rachetée en 1997 par les laboratoires Juva Santé.

## Distribution
Initialement vendus en pharmacies, les produits de marque Marie Rose se trouvent dorénavant en grandes surfaces.